# Бранко Скроче
Бранко Скроче (17 травня 1955) — хорватський баскетболіст.
Олімпійський чемпіон 1980 року.
Переможець Юнацького чемпіонату Європи (U-18) 1974 року.